# Син Сынхун
Син Сынхун (кор. 신승훈; род. 21 марта 1966 года) — южнокорейский певец, лауреат гран-при корейских Golden Disk Awards 1992 и 1993 годов.
В Республике Корея его помнят как «Императора Баллад».
Он дебютировал в 1990 году. Как только он выпустил свой первый альбом, он пошёл в вершину корейского музыкального чарта. Его первый альбом продался миллионным тиражом. Он получил главную музыкальную премию Кореи, Золотой Диск. В 1991 он выпустил свой второй альбом, «Невидимая Любовь». Благодаря этому альбому он и получил своё прозвище. И с этим альбомом он был на вершине музыкального чарта MBC в течение одиннадцати недель и музыкального чарта SBS в течение четырнадцати недель. Это зафиксировано в Книге Мировых Рекордов Гиннеса. Этот альбом также получил премию «Золотой Диск». Суммарно его первые альбомы разошлись тиражом в семь миллионов копий.